# Зайцево (Одинцовский городской округ)
За́йцево — деревня в Одинцовском городском округе Московской области.

## История
Впервые в исторических документах деревня встречается в Алфавитном списке помещиков Звенигородской округи 1786 года, как сельцо Зайцево, с 30 ревизскими душами. По Экономическим примечаниям 1800 года в сельце было 7 дворов, 29 мужчин и 42 женщины. На 1852 год в деревне числилось 10 дворов, 38 душ мужского пола и 48 — женского, в 1890 году — 113 человек и усадьбы Зотовой, Лосева и Рожнова. По Всесоюзной переписи 17 декабря 1926 года числилось 41 хозяйство и 201 житель, имелась школа первой ступени, по переписи 1989 года — 86 хозяйств и 207 жителей. Население в 2006 году — 137 человек. До 2006 года Зайцево входило в состав Ликинского сельского округа. В 2006—2019 годах — в составе сельского поселения Жаворонковское.

## География
Зайцево расположено в 33 км к юго-западу от центра Москвы и в 10 км к юго-западу от центра Одинцова. По северной границе деревни проходит Минское шоссе. К западу от Зайцева находится деревня Ямищево, с других сторон деревню окружают лесные массивы и луга. Высота центра над уровнем моря 196 м.

## Население
| 2002 | 2006 | 2010 |
| ---- | ---- | ---- |
| 137  | →137 | ↘81  |

## Экономика
В Зайцеве находится крупный производственно-складской комплекс, на котором осуществляется сборка и хранение изделий и конструкций из готовых профилей ПВХ и алюминия (окна, арки, входные группы, перегородки, парники и т. д.).
Также имеется продовольственный магазин.

## Транспорт
Зайцево расположено на обеих сторонах Кокошкинского шоссе. По северной границе деревни проходит трасса Минского шоссе.
В двух километрах от деревни находится пассажирская железнодорожная платформа Кокошкино, находящаяся в одноимённом дачном посёлке в границах Москвы.
Автобусные маршруты связывают Зайцево с городами Москва, Одинцово, Краснознаменск, Можайск, Кубинка, Голицыно, Верея, посёлками городского типа Тучково, Лесной Городок, Новоивановское, а также селом Жаворонки.

## Архитектура
Преобладающая застройка Зайцева представляет собой частный сектор и дачи. В 2014 года начато строительство крупного жилого комплекса, состоящего из 9-12-этажных многоквартирных домов и объектов социальной инфраструктуры, которое было остановлено жителями деревни.

## Достопримечательности
В усадебном парке находится памятник-обелиск погибшим землякам, установленный 9 мая 1980 г.

## Образование
В Зайцеве расположены два крупных образовательных учреждения.
Православная гимназия Святителя Василия Великого — негосударственное образовательное учреждение, учредителями которого являются Патриаршее подворье, Университетский домовый храм Святой мученицы Татианы, издательство «Орфограф». В структуру образовательного комплекса входит также детский сад. Обучение платное. Гимназия находится на территории бывшей усадьбы, которую позднее занимал Одинцовский детский дом.
Отделение Московской экономической школы — негосударственное образовательное учреждение. Входит в число школ, объединённых Европейским советом международных школ (ECIS). Обучение проходит на русском и английском языках. Школа имеет статус экзаменационного центра Кембриджского университета (англ. Cambridge ESOL Exam Preparation Centre). В 2010 году школе присвоен государственный статус гимназии. В структуру образовательного комплекса входит детский сад. Обучение платное.

## Религия
На охраняемой территории гимназии Святителя Василия Великого возведен пятикупольный Храм Василия Великого в стиле неоклассицизма. Строительство велось с 2014 года. В настоящее время пропуска на посещение территории Гимназии и богослужений в храме святителя Василия Великого не выдаются.

## Известные люди
В деревне около 40 лет прожил художник Василий Бакшеев.
В зайцевском детском доме жил актёр Василий Лыкшин.